# AXA XL
AXA XL, anciennement XL Group plc, anciennement XL Capital Ltd, est l’un des spécialistes mondiaux de l’assurance  des grands risques en IARD et de la réassurance. Ces deux activités sont gérées au sein de XL Group par les deux entités séparées, XL Insurance et XL Reinsurance.

## Histoire
L’entreprise a été fondée en 1986 par 68 des plus grandes sociétés industrielles et commerciales américaines. 
Elle s’est développée de manière interne et par fusion et acquisitions : Mid Ocean, Nac re, Winterthur International en 2001 et Le Mans Ré en 2003.
Au fil des années le groupe a connu une forte croissance et a ouvert des filiales et des succursales en Europe, en Asie en Amérique du Nord et en Amérique du Sud.
en 2010, le groupe emploie 3 600 collaborateurs, répartis dans 23 pays et 70 bureaux et XL Group plc est coté à la bourse de New-York (XL).
En 2008 Michael McGavick prend la tête du groupe.
Depuis juillet 2010, XL Group plc est domicilié à Dublin.
En janvier 2015, XL Group acquiert la compagnie d'assurance Catlin pour 2,79 milliards de livres soit l'équivalent de 4,2 milliards de dollars.

## XL Insurance
À travers ses filiales d’assurance, XL Group propose aux entreprises commerciales et industrielles des couvertures en matière de responsabilité civile, y compris en matière de mandataires sociaux, de dommages ou de transports. 
Son expérience couvre de solutions pour aussi bien les grands projets de construction et les satellites que les objets de grande valeur ou les garanties spécifiques en matière d’environnement.
XL Insurance est présent dans plus de 100 pays au travers de son réseau. 
XL Insurance est présent en France depuis 2003 au travers de la succursale parisienne de XL Insurance Company, qui est réglementée par la Financial Services Authority.

## XL Reinsurance
XL Reinsurance a été créée en 1997.
En 1999 XL Group lance Le Mans Re avec les MMA. 
Au 31 mars 2002, l'actif consolidé s'élevait à 30,6 milliards de dollars et les capitaux propres consolidés à 5,5 milliards de dollars. Quelques semaines plus tard, James H. Veghte directeur de l'exploitation de Le Mans Re, filiale française de XL depuis le rachat en janvier 2002 de 67 % de l'activité de réassurance des Mutuelles du Mans a été nommé directeur de l'exploitation de XL Re, dont les bureaux sont à Londres.
L'ex-filiale de rehaussement de crédit du groupe, Security Capital Assurance, toujours détenue à 46 % et recapitalisée en 2008 est cotée en bourse de New York depuis 2006. Les deux sociétés ont des participations croisées qui rendent difficiles l'identification de la mère et de la filiale.

## Conflit de SCA avec le client américain Merrill Lynch et la recapitalisation
En mars 2008, la banque d'affaires américaine Merrill Lynch, a annoncé le dépôt d'une plainte contre Security Capital Assurance, une ancienne filiale de XL Capital pour clarifier le fait qu'il est tenu d'honorer ses obligations contractuelles en matière de CDS, des contrats d'assurance contre le risque de défaut. Selon la plainte, SCA avait garanti environ 3,1 milliards de dollars de CDO de Merrill avec CDO. 
En juillet 2008 XL Capital Ltd et Security Capital Assurance Ltd sont parvenus à un accord statuant que les actifs de Xl Capital n’ont pas été impactés par ce conflit. La confusion avec XL Capital Ltd dans ce procès provenait du fait que SCA avait le droit d’utiliser le nom de sa compagnie mère, XL, jusqu’au mois d’août 2008.
En août 2008 Xl Capital et Syncora Holdings ont clôturé des transactions communes.   
Le 14 octobre 2008, XL Capital a prévenu d'une perte du 3e trimestre 2008 allant de 1,65 à 1,67 milliard de dollars à comparer à un bénéfice de 328 millions de dollars au 3e trimestre 2007 en raison de la séparation de XL Capital de sa filiale, SCA.

## Rachat par AXA
Le 5 mars 2018, AXA annonce  l'acquisition de 100 % du Groupe XL pour la somme de 12,4 milliards d’euros. https://www.lemonde.fr/economie/article/2018/03/05/axa-rachete-le-groupe-xl-pour-plus-de-12-milliards-d-euros_5265849_3234.html#:~:text=Économie-,Axa%20rachète%20le%20groupe%20XL%20pour%20plus%20de%2012%20milliards,grandes%20manœuvres%20aux%20Etats%2DUnis.